# Comandante in capo dell'India

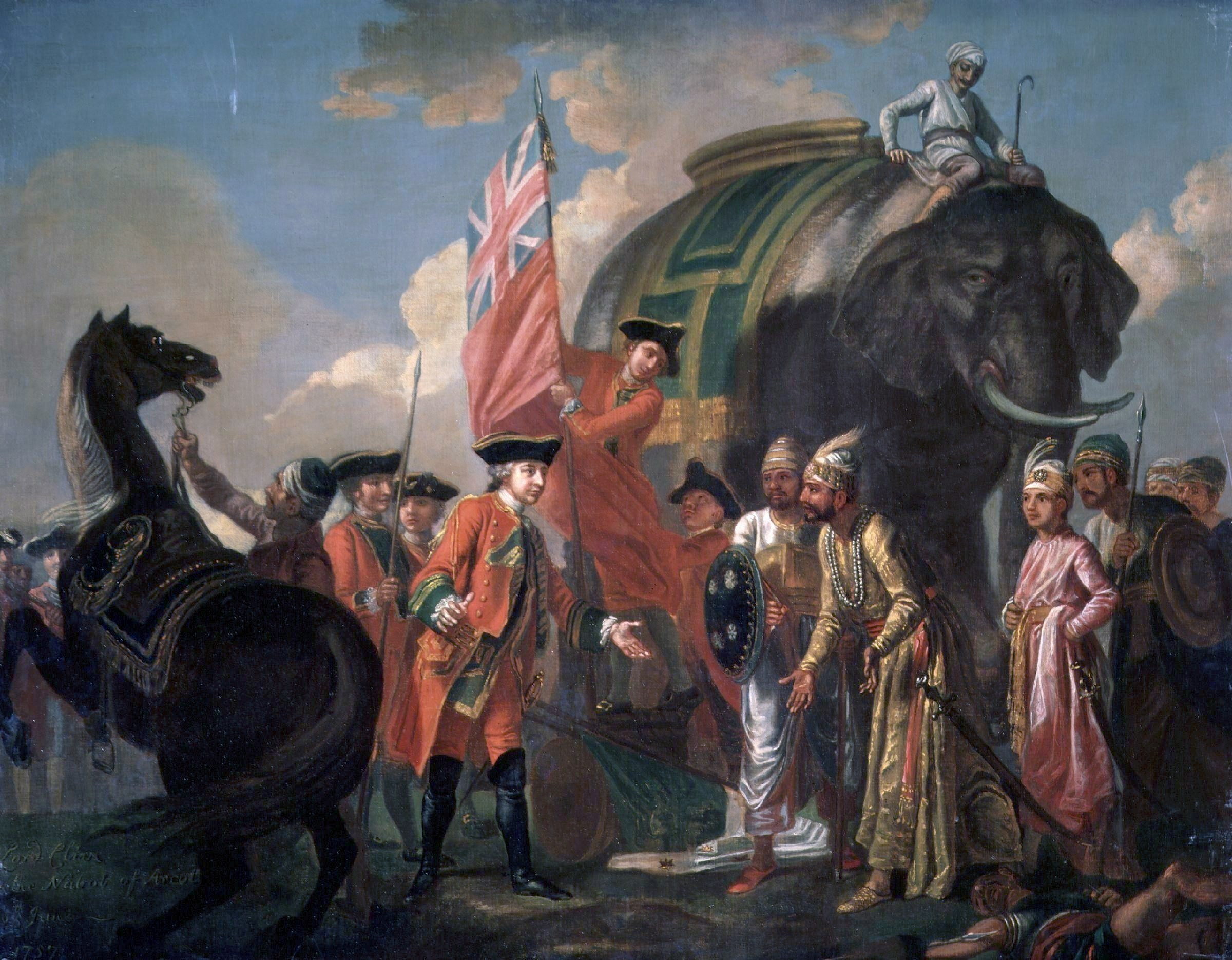
Il terzo comandante in capo dell'India britannica, il maggiore generale Robert Clive. Clive fu uno dei tanti comandanti in capo i quali, come "soldati-politici" aiutarono l'Inghilterra ad ascendere in potenza in India.

Il comandante in capo dell'India fu il capo militare dell'amministrazione britannica dell'India e svolgeva il compito unitamente al governatore generale dell'India ma occupandosi più prettamente dell'aspetto militare dell'organizzazione. Egli era anche il capo del quartier generale dell'India (GHQ India).
A seguito dell'indipendenza indiana l'incarico venne detenuto dal presidente della repubblica d'India che ad oggi è anche capo delle forze armate dello stato.

## Elenco dei comandanti in capo dell'India

### Comandanti in capo dell'India, 1748-1798
| Nome                                     | Note | Servizio        |
| Maggiore generale Stringer Lawrence      | Fece fallire i piani francesi per conquistare l'India meridionale. Riorganizzò l'armata di Madras.                                              | 1748, gennaio   |
| Luogotenente generale John Adlercron     | | 1754            |
| Maggiore generale Robert Clive           | Stabilì la supremazia militare sulla Compagnia delle Indie Orientali nell'India meridionale e nel Bengala.                                      | 1756, dicembre  |
| Brigadiere generale John Caillaud        | Attivo nell'India meridionale contro i francesi sino al 1759 quando si recò nel Bengala.                                                        | 1760, febbraio  |
| Brigadiere generale John Carnac          | Sconfitto dall'imperatore di Delhi presso Bihar.                                                                                                | 1760, dicembre  |
| Lieutenant-General Sir Eyre Coote        | Captained the 39th Regiment, the first British regiment sent to India.                                                                          | 1761, aprile    |
| Maggiore Thomas Adams                    | | 1763            |
| Brigadiere generale John Carnac          | 2º mandato. Promosso a brigadiere generale durante l'incarico.                                                                                  | 1764, gennaio   |
| Generale Hector Munro                    | Soppresse l'ammutinamento dei sepoy a Patna. Vinse a Buxar contro Shuja-ud-Dowlah, il nawab wasir di Oudh, e Mir Kasim.                         | 1764, luglio    |
| Brigadiere generale John Carnac          | 3º mandato. Sconfisse l'Impero Maratha nel Doab.                                                                                                | 1765, gennaio   |
| Maggiore generale Robert Clive           | 2º mandato. Strappò il Bengala a Nawab Siraj ud Dullah.                                                                                         | 1765, maggio    |
| Brigadiere generale Richard Smith        | Esercitò una considerevole influenza sulla Compagnia delle Indie Orientali e fu creditore del Nawab di Arcot.                                   | 1767, gennaio   |
| Brigadiere generale Robert Barker        | Siglò un trattato coi Rohillas contro l'Impero Maratha.                                                                                         | 1770, marzo     |
| Colonnello Charles Chapman               | Militare della Compagnia delle Indie Orientali che si dedicò essenzialmente allo studio delle culture tribali e riportò le scoperte in Bengala. | 1773, dicembre  |
| Brigadiere generale Alexander Champion   | | 1774, gennaio   |
| Luogotenente generale Sir John Clavering | | 1774, novembre  |
| Luogotenente generale Giles Stibbert     | | 1777, ottobre   |
| Luogotenente generale Sir Eyre Coote     | Rinomina. Vinse la seconda guerra anglo-mysore con un rapporto di cinque a uno contro il nemico.                                                | 1779, marzo     |
| Luogotenente generale Giles Stibbert     | Rinomina | 1783, aprile    |
| Generale Robert Sloper                   | | 1785, luglio    |
| Generale Charles Cornwallis              | Promulgò il Permanent Settlement of Bengal. Servì due volte come governatore generale dell'India.                                               | 1786, settembre |
| Generale Robert Abercromby               | | 1793, ottobre   |
| Maggiore generale Charles Morgan         | | 1797, gennaio   |
| Feldmaresciallo Sir Alured Clarke        | | 1798, maggio    |

### Comandanti in capo dell'India, 1801-1857
| Nome                                   | Note | Servizio        |
| Generale James Craig                   | | 1801, febbraio  |
| Generale Gerard Lake                   | Incrementò l'esercito indiano su tutti i fronti e lo rese più mobile e maneggevole. | 1801, marzo     |
| Generale Charles Cornwallis            | Rinomina. Con Arthur Wellesley, supervisionò alla Seconda guerra anglo-maratha contro Sindhia e Holkar. | 1805, luglio    |
| Generale Gerard Lake                   | Rinomina. Alla morte del marchese Cornwallis, Lake venne richiamato a Punjab. Gli Holkar capitolarono a Amritsar nel dicembre 1805.                                                                                                  | 1805, ottobre   |
| Generale John Simcoe                   | Nominato in Inghilterra, ma morì prima di poter partire per l'India e venne sostituito nuovamente da Lake |                 |
| Generale Gerard Lake                   | Rinomina a seguito della morte di John Graves Simcoe | 1806            |
| Generale George Hewett                 | Trasformò Meerut in una fortezza britannica da utilizzare per future campagne militari nel nord del paese. | 1807, ottobre   |
| Luogotenente generale Forbes Champagné | | 1807, dicembre  |
| Feldmaresciallo George Nugent          | | 1811, gennaio   |
| Generale Francis Rawdon-Hastings       | Condusse le truppe inglesi nella guerra Gurkha; conquistò i territori dei Maratha; riparò i canali di Delhi e istituì riforme sull'educazione.                                                                                       | 1813, ottobre   |
| Generale Edward Paget                  | | 1823, gennaio   |
| Feldmaresciallo Stapleton Cotton       | I visconte Combermere | 1825, ottobre   |
| Generale George Ramsay                 | Iniziò la soppressione dei colti Thuggee. | 1830, gennaio   |
| Luogotenente generale Edward Barnes    | Costruì delle strade militari tra Colombo e Kandy e realizzò il primo censo della popolazione intriducendo la coltivazione del caffè.                                                                                                | 1832, gennaio   |
| Generale Lord William Bentinck         | Soppresse il costume indù di suttee. | 1833, ottobre   |
| Generale Lord William Bentinck         | Rinomina | 1834, aprile    |
| Generale James Watson                  | Stabilì la famosa politica conosciuta come "Thuggee and Dacoity Department" col governo indiano. | 1835, marzo     |
| Generale Henry Fane                    | | 1835, settembre |
| Generale Jasper Nicolls                | | 1839, dicembre  |
| Feldmaresciallo Hugh Gough             | Sconfisse i Mahrattas a Maharajpur. Condusse operazioni contro i Sikhs e vinse la battaglia di Mudki, la battaglia di Ferozeshah e la battaglia di Sobraon. Poco dopo i Sikhs si arresero a Lahore.                                  | 1843, agosto    |
| Generale Charles James Napier          | Prese Sindh e la fece parte della presidenza di Bombay. | 1849, maggio    |
| Feldmaresciallo William Gomm           | | 1851, dicembre  |
| Maggiore Generale George Anson         | Allo scoppio della ribellione indiana nel 1857, morì di colera nel maggio di quell'anno a Delhi. | 1856, gennaio   |
| Luogotenente generale Patrick Grant    | Diresse le operazioni di soppressione della ribellione indiana, inviando delle forze al comando di Henry Havelock e James Outram, I baronetto a prendere Cawnpore e Lucknow, sino all'arrivo di Sir Colin Campbell dall'Inghilterra. | 1857, giugno    |
| Generale Colin Campbell                | Abbandonò e poi riprese Lucknow. Supervisionò le operazioni militari a Oudh sino alla resa dei ribelli. | 1857, agosto    |

### Comandanti in capo dell'India, 1861-1947
| Nome                                    | Note | Servizio        |
| Luogotenente generale Hugh Rose         | Aumentò la disciplina dell'esercito indiano con quello britannico favorendone l'amalgamazione.                                                           | 1861, giugno    |
| Generale William Mansfield              | Prima della sua nomina, Mansfield prestò servizio nella campagna di Sutlej, comandò il 53rd Regiment nel Punjab, e fu parte delle operazioni a Peshawar. | 1865, marzo     |
| General Robert Napier                   | I barone Napier di Magdala. Fece molto per beneficiare l'esercito.                                                                                       | 1870, aprile    |
| Generale Frederick Haines               | | 1876, aprile    |
| Generale Donald Stewart                 | | 1881, aprile    |
| Luogotenente generale Frederick Roberts | I barone Roberts di Kandahar | 1885, novembre  |
| Generale George Stuart White            | | 1893, aprile    |
| Generale Charles Nairne                 | | 1898, marzo     |
| Generale William Lockhart               | | 1898, novembre  |
| Generale Arthur Palmer                  | | 1900, marzo     |
| Generale Horatio Kitchener              | I visconte Kitchener. Ricostruì l'esercito indiano con l'aiuto del viceré Lord Curzon.                                                                   | 1902, novembre  |
| Generale Garrett O'Moore Creagh         | | 1909, settembre |
| Generale Beauchamp Duff                 | | 1914, marzo     |
| Generale Charles Monro                  | | 1916, ottobre   |
| Generale Henry Rawlinson                | | 1920, novembre  |
| Generale Claud Jacob                    | | 1925, aprile    |
| Feldmaresciallo William Birdwood        | | 1925, agosto    |
| Feldmaresciallo Philip Chetwode         | | 1930, novembre  |
| Generale Robert Cassels                 | | 1935, novembre  |
| Generale Claude Auchinleck              | | 1941, gennaio   |
| General Archibald Wavell                | Left to take command of the short lived ABDACOM; later became Viceroy.                                                                                   | 1941, 5 luglio  |
| Generale Alan Hartley                   | | 1942, gennaio   |
| Feldmaresciallo Archibald Wavell        | Rinomina. Alan Hartley venne nominato deputato comandante in capo.                                                                                       | 1942, marzo     |
| Feldmaresciallo Claude Auchinleck       | Rinomina: 15 agosto 1947 divenne supremo comandante d'India e Pakistan. Divise l'esercito indiano tra i due paesi.                                       | 1943, giugno    |
| Generale Robert Lockhart                | Comandante in capo dopo la partizione dell'India | 1947, agosto    |
| Generale Roy Bucher                     | Comandante in capo dopo la partizione dell'India | 1947, dicembre  |